# 메이지촌 (오이타현 우사군)
메이지촌(明治村)은 오이타현 우사군에 있던 촌이다. 현재의 우사시의 일부에 해당한다.